# Hlybokyj
Hlybokyj (ukrainisch Глибокий; russisch Глубокий/Gluboki) ist eine Siedlung städtischen Typs im Westen der ukrainischen Oblast Luhansk mit etwa 200 Einwohnern.
Der Ort gehörte bis 2020 administrativ zur Stadtgemeinde der 7 Kilometer nordöstlich liegenden Stadt Brjanka, die Oblasthauptstadt Luhansk befindet sich 53 Kilometer östlich des Ortes.
Der Ort entstand erst nach dem Zweiten Weltkrieg und wurde 1963 zu einer Siedlung städtischen Typs erhoben, seit Sommer 2014 ist der Ort im Verlauf des Ukrainekrieges durch Separatisten der Volksrepublik Lugansk besetzt.

## Verwaltungsgliederung
Am 12. Juni 2020 wurde die Siedlung ein Teil der neugegründeten Stadtgemeinde Kadijiwka, bis dahin war die Siedlung ein Teil der Stadtratsgemeinde Brjanka direkt unter Oblastverwaltung stehend.
Am 17. Juli 2020 wurde der Ort ein Teil des Rajons Altschewsk.